# Boulder (Montana)
Boulder è una città degli Stati Uniti d'America situata in Montana, nella contea di Jefferson, di cui ne è anche il capoluogo. Nel 2012 contava 1.186 abitanti.